# Skyguard
Skyguard est un système de défense utilisant la technologie du laser, conçu par Northrop Grumman, il est destiné à protéger les aéroports et autres lieux sensibles contre tout type de menaces : missiles balistique, roquettes à courte et longue portée, obus, mortiers, drones et missiles de croisière. Chaque tir coute environ 1 000 dollars, ce qui représente le prix des éléments chimiques consommés.

## Historique
Originellement l'industrie militaire israélienne avait tenté de développer un premier système de radar d'acquisition avec laser appelé Nautilus. Les difficultés de mise au point et les contraintes financières (Israël développait alors le coûteux système Iron Dome) conduisent à une alliance avec le groupe américain Northrop Grumman, qui redémarre le projet en 1995 sous le sigle MTHEL, pour laser mobile et tactique à haute énergie (Mobile Tactical High-energy Laser).
En octobre 2006 le Northrop reçoit une subvention du gouvernement américain pour l'évaluation d'un système laser portable MANPADS qu'il nomme Skyguard.
En 2018 le Skyguard a été développé et apparaît assez efficace et économique pour que le gouvernement israélien envisage d'en acquérir de nombreuses unités en complément du système Iron Dome.